# 八剣村立八剣中学校
八剣村立八剣中学校（やつるぎそんりつ やつるぎちゅうがっこう）は、かつて岐阜県羽島郡八剣村（現・羽島郡岐南町）にあった公立中学校。

## 概要
- 八剣村の中学校であり、校区は八剣村全域。八剣小学校の児童が進学した。
- 1950年、稲葉郡厚見村と茜部村の組合立厚茜中学校と統合。厚八中学校の新設により廃校。
- 校舎は八剣保育所（1956年に西保育所に改称）に転用された。跡地は岐南さくら保育園となっている。

## 沿革
- 1947年（昭和22年）4月1日 - 八剣村立八剣中学校として開校。八剣村立八剣小学校の校舎の一部（4教室）を仮校舎とする。
- 1948年（昭和23年）7月15日 - 八剣小学校の隣接地に独立校舎が完成。
- 1950年（昭和25年）8月14日 - 厚茜中学校と統合。厚八中学校の新設により廃校。